# Батлер, Сомерсет Ричард, 3-й граф Каррик
Сомерсет Ричард Батлер, 3-й граф Каррик (англ. Somerset Richard Butler, 3rd Earl of Carrick; 28 сентября 1779 — 4 февраля 1838) — ирландский пэр и политик. Он носил титул учтивости — виконт Икеррин с 1779 по 1813 год.

## Биография
Родился 28 сентября 1779 года. Старший сын Генри Томаса Батлера, 2-го графа Каррика (1746—1813), и Сары Тейлор (1756—1841). Он получил образование в Тринити-колледже Дублинского университета.
Главный шериф графства Килкенни в 1812 году.
20 июля 1813 года после смерти своего отца Сомерсет Ричард Батлер унаследовал титулы 3-го графа Каррика (Пэрство Ирландии) и 10-го виконта Икеррина (Пэрство Ирландии).
С 1819 по 1838 год — ирландский пэр-представитель в Палате лордов Великобритании.
Лорд Каррик был дважды женат. 1 сентября 1811 года на Ратленд-сквер в Лондоне Сомерсет Батлер женился первым браком на Энн Уинн (? — 22 октября 1829), дочери Оуэна Уинна и леди Сары Коул. Дети от первого брака:
- Леди Сара Джулиана Батлер (29 июля 1812 — 28 апреля 1905), в 1832 году она вышла замуж за Уильяма Томаса Ле Пауэра Тренча, 3-го графа Кланкарти.
- Леди Энн Маргарет Батлер (22 октября 1829 — 15 мая 1901), в 1861 году она вышла замуж за Джорджа Уайтлока Уайтлок-Ллойда[1].

12 февраля 1833 года лорд Каррик женился вторым браком на Люси Френч (ок. 1800 — 13 октября 1884), третьей дочери эсквайра Артура Френча и Маргарет Костелло. у супругов было трое детей:
- Леди Люси Мария Батлер (? — 25 июля 1896), в 1863 году она вышла замуж за Джона Томаса Уильяма Мэсси, 6-го барона Мэсси из Дантрилиги, от брака с которым у неё было трое детей.
- Генри Томас Батлер, 4-й граф Каррик (19 февраля 1834 — 16 апреля 1846)[2], старший сын и преемник отца.
- Сомерсет Артур Батлер, 5-й граф Каррик (30 января 1835 — 22 декабря 1901).

Лорд Каррик скончался 4 февраля 1838 года в возрасте 58 лет в Дублине, графство Дублин, Ирландия. Он был похоронен в Томастауне, графство Килкенни, Ирландия.